# Христо Хаджитанев
Христо Хаджитанев е български художник и график. Основните му творби са в областта на стенописа, портрета, приложната графика, плакатите, илюстрациите и оформлението на книги.

## Биография
Роден е в София през 1958. През 1985 година завършва с отличие специалност „Стенопис“ в Националната художествена академия. От следващата година започва участията си в общите изложби и есенните салони на СБХ. Още като студент започва работа по монументални проекти, като изпълнител в колектива изпълнил мозайката на Атанас Яранов в зала 2 на НДК, участва и в колективите изпълнили мозайките на Стоян Куюмджиев в гр. Русе.
След дипломирането си създава фреско в Техникума за облекло и мода в гр. Русе и каменна мозайка за фасадата на младежки комплекс в гр. Хаджидимово, а в съавторство с Ясен Янков и Васил Анастасов – стенописа „Реката и градът“ в корабния завод Русе. Участва и в колектива изпълнил витража на Марин Маринов в сградата на Върховния административен съд.
След промените започва работа като илюстратор и графичен дизайнер. Прочува се с илюстрациите си за серията „Наследство“ на издателство „Кибеа“: „Владетелите на България“, „Духовните водачи на България“, „Владетели на древна Европа“ и с работата си като художник на издателство „Еднорог“. Сред най-оценяваните творби са неговите илюстрации за поредицата „Мъглите на Авалон“. Особено привлекателни са и илюстрациите му към романа „Вечният Конник“ на Боряна Балин (изд. Еднорог, 2004 г.), а и илюстрациите му към „Деветата порта“ и „Български песни“ (издания на „Еднорог“).
Автор на многобройни рекламни пана и плакати за български филми. Негови картини, портрети и витражи са собственост на частни колекционери.